# تاريخ الزراعة في فلسطين

مسح للأراضي الفلسطينية عام 1924. وأفضل الأراضي الزراعية هي اللون الأرجواني وهي قريبة من الساحل من حيفا. الأراضي المظللة باللون البني ذات جودة متوسطة. أفقر الأراضي ملونة باللون الأصفر.

يعود تاريخ الزراعة في فلسطين إلى عام 8000 قبل الميلاد، وبذلك تُعد من أقدم الأماكن التي بها نشاط زراعي في العالم. ظلت العديد من المحاصيل التي زرعها المزارعون الأوائل مهمة طوال تاريخ الزراعة الفلسطيني الطويل. في القرن التاسع عشر الميلادي، غيرت الإمبراطورية العثمانية -إلى حدٍ ما- نظام الأراضي الجماعية القديم المسمى المشاع الذي كان يمارسه المزارعون العرب الفلسطينيون الذين يعيشون في المرتفعات. كان القمح والشعير من أهم المحاصيل التي تُزرع في تلك الفترة، وكانوا يزرعون في المقام الأول من أجل الاستهلاك المحلي وليس للأسواق التجارية (ما يسمى زراعة الكفاف). يعتبر الزيتون من المحاصيل التقليدية المهمة. في أواخر القرن التاسع عشر، بدأ الفلسطينيون في زراعة المحاصيل التجارية والتصديرية مثل الحمضيات في الأراضي المنخفضة القريبة من ساحل البحر الأبيض المتوسط. كان كبار ملاك الأراضي، المقيمين وغير المقيمين، يمتلكون جزءًا كبيرًا من الأراضي، خاصة بالقرب من الساحل.
في عام 1882م، بدأ بعض المهاجرين اليهود يتوافدون على فلسطين، وبسبب التسهيلات التي قدمتها إدارة أراضي العدو المحتلة ثم سُلطة الانتداب البريطاني للمهاجرين اليهود وبحصولهم على تمويل ومساعدة فنية من الخارج، قام بعضهم بشراء أراضي وإنشاء مستوطنات زراعية في المنطقة الساحلية من فلسطين. ركز المزارعون اليهود على إنتاج المحاصيل التجارية والتصديرية مثل الخضروات والحمضيات. وبحلول عام 1941م، كان اليهود يمتلكون 24.5% من الأراضي المزروعة في فلسطين. وواصل معظم العرب الفلسطينيين العيش في المرتفعات وممارسة زراعة الكفاف.
بعد النكبة 1947-1948م، أدى قرار تقسيم فلسطين إلى ظهور كيان جديد باسم إسرائيل على جزء من الأراضي الفلسطينية، ما أدي إلى قيام حرب جرى بعدها تجريد معظم المزارعين الفلسطينيين الذين يعيشون في فلسطين من أراضيهم، فيما قام الإسرائيليون بزراعتها فيما بعد. وقد استحوذت إسرائيل منذ ذلك الحين على المزيد من الأراضي التي يزرعها الفلسطينيون في الأراضي الفلسطينية (ومن ثم دولة فلسطين) بعد حرب يونيو 1967م وأقامت تجمعات زراعية تُسمى مستوطنات. وقد أثرت السياسات الإسرائيلية التي تحد من إمدادات المياه والوصول إلى الأراضي الزراعية وعوامل الإنتاج الأخرى على الزراعة الفلسطينية.

## الزراعة المبكرة

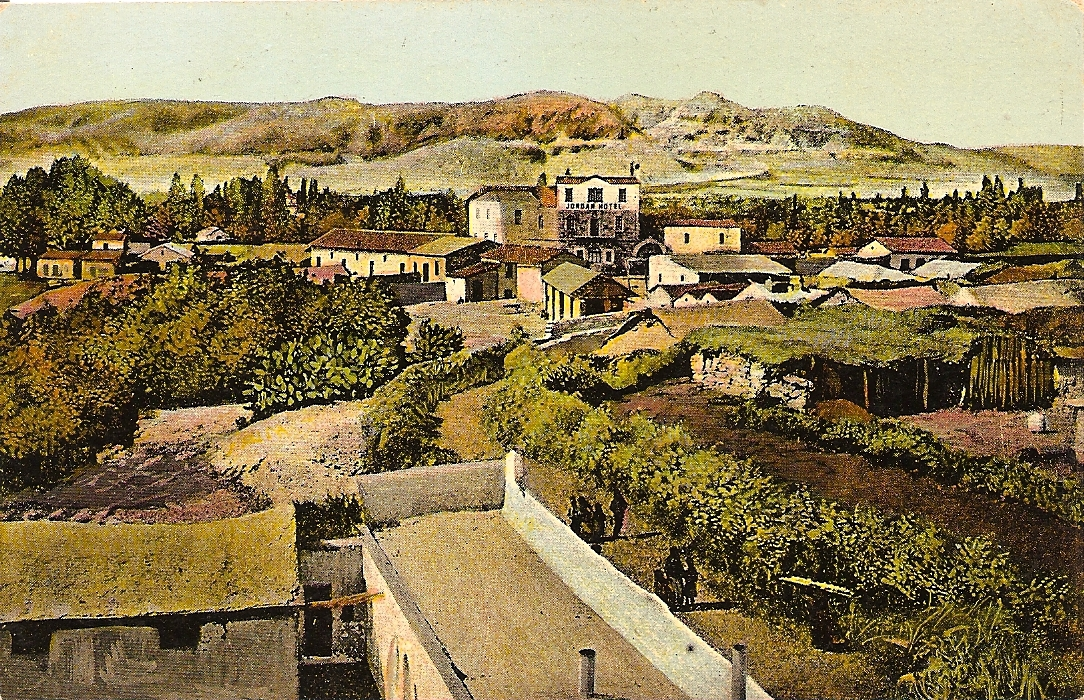
صورة من أريحا يعود إلى عام 1900م.

تُعد منطقة أريحا، بالقرب من نهر الأردن في فلسطين، هي واحدة من أقدم الأماكن التي بدأ بها النشاط الزراعي في العالم، ويعود تاريخها إلى عام 8000 قبل الميلاد أو قبل ذلك. تمثلت الزراعة في عصورها المبكرة في زراعة ثمانية محاصيل تُسمى «المحاصيل المؤسسة للحضارة»، ففي ذلك الوقت كانت المحاصيل الرئيسة هي الحبوب الثلاثة (حبين الحبة والقمح والشعير)؛ إضافة إلى أربعة بقول هي (العدس، والبازلاء، والحمص، والبيقية المُرة)؛ ثم الكتان الذي كان يُستخدم لصناعة المنسوجات. وربما بدأت زراعة شجرة التين في وقت سابق، ربما قرابة عام 9000 قبل الميلاد. أما شجرة الزيتون فبدأت زراعتها حوالي عام 6000 قبل الميلاد. نشأت أشجار الحمضيات في جنوب شرق آسيا، ولكن جرى إدخالها إلى فلسطين خلال الألفية الأولى قبل الميلاد. وكان لدى الفلسطينيين الأوائل أربعة حيوانات مستأنسة مهمة هي: الماعز والأغنام والثيران والجِمال.
ظهرت أهمية الزراعة الفلسطينية في القرن العاشر حيث ذكر الجغرافي الفلسطيني المقدسي زراعة الزيتون والقطن والعنب وقصب السكر في تلك المنطقة. وفي القرن السادس عشر، ذكر الكاهن الفرنسيسكاني فرانشيسكو سوريانو زراعة التفاح والحمضيات والسمسم وأنها ضمن قائمة المحاصيل الفلسطينية المهمة. يُذكر أن تصدير القطن والسمسم من فلسطين إلى أوروبا يعود إلى القرن السادس عشر.

## الحكم العثماني
كانت فلسطين تحت حُكم الخلافة العثمانية منذ عام 1516م حتى الحرب العالمية الأولى (1914-1918م). وكان مع الأوروبيين منافسةٌ، وفيما يعُده البعض محاولة من العثمانيين لتحديث وإصلاح مجتمعهم خلال فترة التنظيمات التي بدأت في عام 1839م، كان من بين الإصلاحات صدور قانون عام 1867م الذي يسمح للأجانب بامتلاك الأراضي في الدولة العثمانية.
في منتصف القرن التاسع عشر، أقام معظم الفلسطينيين في التلال والجبال التي تمتد إلى وسط المنطقة. وكان ذلك بسبب انتشار مرض الملاريا وخطر غارات البدو على الأراضي المنخفضة. وكانت المرتفعات مكتظة بالسكان مقارنة بالأراضي المنخفضة. وكان سكان العديد من قرى المرتفعات يمتلكون أيضًا أراضٍ في الأراضي المنخفضة وأنشأوا مزارع تابعة لهم فيها. زاد عدد السكان في الأراضي المنخفضة في نهاية القرن التاسع عشر حيث أجبر الضغط السكاني مُزارعي المرتفعات على الهجرة، ودفع العثمانيون القبائل البدوية شرقًا إلى ما وراء نهر الأردن. كذلك فقد حفَّزت فرص الاستفادة من الزراعة التجارية للتصدير سكان المرتفعات على التحرك نحو ساحل البحر الأبيض المتوسط في الغرب والبحر الميت ونهر الأردن في الشرق. كانت السنوات التي تلت عام 1856م تُمثل فترة نمو اقتصادي لفلسطين، وخاصة بالنسبة للصادرات الزراعية إلى أوروبا والأسواق الإقليمية.
وكان القمح والشعير من أهم المحاصيل في تلك الفترة، إذ كانا يزرعان على ما يُقارب 75% من الأراضي المزروعة. وكان الإنتاج أفضل في شمال وادي الأردن والساحل المنخفض، حيث كانت العديد من المناطق المرتفعة ذات إنتاجية ضعيفة. كان المزارعون يستهلكون معظم القمح والشعير بدلاً من بيعه. وكانت زراعة الزيتون شائعة في أراضي المرتفعات للاستخدام المنزلي وللبيع أيضًا. وكان العنب يُزرع في محيط مدينة الخليل. توسع إنتاج الحمضيات في العقود الأخيرة من القرن التاسع عشر بالقرب من البحر الأبيض المتوسط وصارت مهمة للتصدير.
من الناحية النظرية، كانت جميع الأراضي الزراعية في دولة الخلافة تقريبًا مملوكة للدولة العثمانية، لكن حقوق توريث استخدام الأرض مُنحت للأفراد والقرى. وكان أهم أنظمة حيازة الأراضي للزراعة في فلسطين هما نظام يُسمى المَشاع (ويُنطق أيضًا المُشاع) ونظام آخر يُسمى المفرز. وكان نظام المفرز يتوافق تقريبًا مع المفهوم الأوروبي للملكية الخاصة، لكن أراضي المفرز كانت تُشكل نسبة صغيرة من الأراضي الزراعية، بينما جرى تخصيص النسبة الأكبر من الأراضي بنظام المشاع. وفي نظام المشاع كان يجري استخدام الأراضي بصورة جماعية تشترك فيها قرية أو مجتمع معًا، ثم يجري توزيعها على الأفراد وأسر الفلاحين، وكان الفلاحون يعيدون توزيع الأراضي -عادة بالقُرعة- على فترات تتراوح من سنة إلى خمس سنوات. وهكذا، لم يكن للمُزارع الحق في قطعة تملُك أرض واحدة، بل كانت قطعة الأرض التي يزرعها تتغير كل بضع سنوات. وكانت عملية إعادة التوزيع تميل إلى تحقيق تكافؤ الإمكانات الاقتصادية لكل فلاح. فالفلاح الذي خُصصت له قطعة أرض فقيرة في مرة سيحصل على قطعة أرض أفضل عند إعادة التوزيع والعكس صحيح.

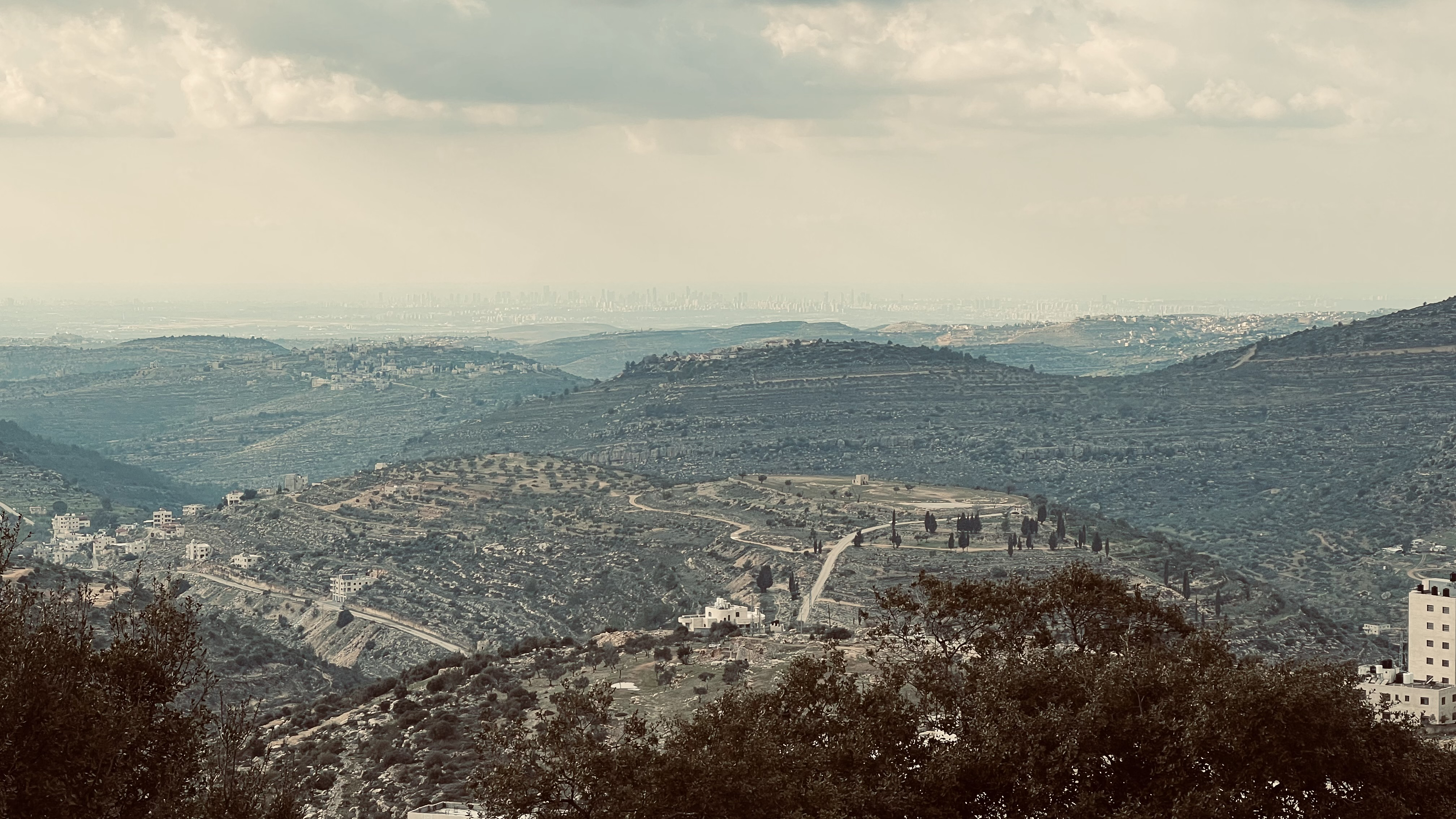
عاش معظم العرب الفلسطينيين في القرن التاسع عشر وأوائل القرن العشرين في المناطق الداخلية الجبلية. صورة مؤرخة عام 1922م، بالقرب من رام الله وتظهر من بعيد البحر الأبيض المتوسط.

غالبًا ما يُنتقد نظام المشاع باعتباره غير فعال أو أنه يُعيق التقدم الزراعي، نظرًا لإعادة التوزيع الدوري للأرض بين الفلاحين، حيث لم يكن لدى الفلاح أي حافز لتحسين الأرض التي كان يزرعها. بينما وجهة النظر المعاكسة لذلك فتقول أنه لا يوجد دليل يُثبت أن نظام المشاع كان أقل كفاءة من ملكية الأراضي الفردية، بل إن نظام المشاع قلل من المخاطر التي تتعرض لها مجتمعات الفلاحين وشجع التعاون والمسؤولية المجتمعية. في أواخر القرن التاسع عشر، أدى الاعتماد المتزايد لبعض المزارعين على بيع المنتجات الزراعية إلى الأسواق المحلية والأجنبية إلى تشجيع زيادة رواد الأعمال والأفراد الذين يعملون في الاقتصاد النقدي بدلاً من الطبيعة الجماعية والتقليدية لنظام المشاع. حاولت الحكومة العثمانية، دون نجاح كبير، القضاء على نظام المشاع بإصدار قانون الأراضي لعام 1858م. كان العثمانيون يهدفون إلى زيادة عائدات الضرائب. وجد المهاجرون اليهود القادمون من أوروبا الذين رغبوا في شراء الأراضي في فلسطين ابتداءً من عام 1880م تقريبًا أن نظام المشاع لا يتوافق مع ما يُفضلونه من وجود سندات ملكية وحدود واضحة للأرض. وواصل الاحتلال البريطاني لاحقًا جهوده للقضاء على نظام المشاع بعد أن أطاح الاحتلال بالحكم العثماني خلال الحرب العالمية الأولى. 
وبنهاية الفترة العثمانية، كان صغار المزارعين في نظام المشاع يعانون من الفقر بسبب سياسة الحكومة المعادية لاستمرار حيازة الأراضي الجماعية، وارتفاع الضرائب، والمديونية، وزيادة الضغط على الأرض بسبب النمو السكاني. وأصبحت الأراضي مملوكة على نحو متزايد لكبار المستثمرين، وكثير منهم لم يكونوا مقيمين في فلسطين. 

### بدايات زراعة المهاجرين اليهود
تأسست أولى المستوطنات الزراعية اليهودية عام 1882م بعد شراء الأراضي من بعض الفلسطينيين. كان سكانها من المهاجرين اليهود القادمين من أوروبا الشرقية الذين لم يكن لديهم سوى القليل من المعرفة بالزراعة واعتمدوا الممارسات المحلية المعروفة آنذاك. كانت المستوطنات الأولى معرضة للفشل، ولكن جرى إنقاذها عندما استثمر المصرفي إدموند دي روتشيلد في تلك المستوطنات، وشجع تمويل الزراعة التجارية بدلاً من زراعة الكفاف وأُدخلت التكنولوجيا الأوروبية الحديثة في الزراعة. وبحلول عام 1900م، كان قرابة 5000 يهودي يعملون في الزراعة وقاموا بزراعة 5,500 ها (14,000 أكر) من الأراضي خُصصت في الغالب لزراعة الحبوب وكروم العنب. وكانت المستوطنات تقع في السهول القريبة من ساحل البحر الأبيض المتوسط حيث كانت الزراعة التجارية الفلسطينية تتوسع أيضًا. وكانت هذه المنطقة الأكثر خصوبة في فلسطين. وكان التركيز على إنتاج الحمضيات لتصديرها إلى أوروبا. بحلول عام 1914م، قرب نهاية الدولة العثمانية، كان اليهود يمتلكون مساحة قدرها 42,000 ها (100,000 أكر) من الأراضي، أي 6.4% من الأراضي المزروعة في فلسطين.:

## الاحتلال البريطاني
أدى تفكك الدولة العثمانية بعد الحرب العالمية الأولى إلى تقسيم أراضي دولة الخلافة، وقيام عصبة الأمم بمنح بريطانيا ولاية لإدارة فلسطين، فيما عُرف بـ «الانتداب البريطاني». واستمر حُكم الانتداب من عام 1920م إلى عام 1948م. وقامت سلطات الانتداب بالعمل على تحقيق أهداف "غير متوافقة" تتمثل في تشجيع استيطان المهاجرين اليهود مع حماية حقوق العرب الفلسطينيين وعدد صغير من المسيحيين الأوروبيين. وفقًا لتعداد عام 1922م، كان اليهود -من الفلسطينيين والمهاجرين- يشكلون 11% من السكان البالغ عددهم 750 ألف نسمة في فترة الانتداب البريطاني، بينما يشكل الفلسطينيون، مسلمين ومسيحيين، النسبة الباقية تقريبًا.
أجرت سلطات الاحتلال البريطاني مسوحات للأراضي، ونفذت سياسات لتحويل الأراضي التي يزرعها الفلسطينيون بنظام المشاع إلى ملكية خاصة. ونتيجة لذلك، انخفضت نسبة الأراضي التي تزرعها المجتمعات الفلسطينية بنظام المشاع من 70% في عام 1917م إلى 25% في عام 1940م.  وخلال فترة الانتداب كانت الأنظمة الزراعية المحلية للفلسطينيين جنبًا إلى جنب مع التكنولوجيا المستوردة للمزارعين من المهاجرين اليهود، وظهر صعودًا للرأسمالية في القطاع الزراعي، وزيادة سريعة في عدد المهاجرين اليهود، وزاد التقدم في زراعة وتسويق المحاصيل النقدية سواء من الفلسطينيين أو المهاجرين اليهود.

### الزراعة العربية الفلسطينية
خلال فترة الاحتلال، استمر المزارعون الفلسطينيون في زراعة المرتفعات بالمحاصيل مثل القمح والشعير، وظل المزارعون يعانون من مشاكل الحيازات الصغيرة جدًا، والديون، ومخاطر عدم الوفاء بالإيجار. "لقد كرسوا طاقاتهم في التمسك بما لديهم". تباينت غلة محاصيل الحبوب من سنة إلى أخرى كثيرًا، وكانت الواردات ضرورية لتعويض العجز في الطلب على الحبوب للاستهلاك المحلي.
ومع ذلك، انخفضت حصة الأراضي الزراعية المخصصة لزراعة الحبوب بنظام المشاع بينما زادت في الأراضي المملوكة للقطاع الخاص، وحدث زيادة وتنوع في الزراعة الفلسطينية، إذ زاد الإنتاج الفلسطيني من المحاصيل التصديرية والتجارية بسرعة. وكانت الخضروات (بما في ذلك البطاطس، وهو محصول جديد آنذاك)، والزيتون، والفاكهة، وخاصة الحمضيات، من أهم المحاصيل التجارية الفلسطينية. على عكس إنتاج الحبوب في المرتفعات، كانت معظم الزراعة التجارية في السهول القريبة من البحر الأبيض المتوسط تستخدم نظام الري لتعويض العجز في هطول الأمطار. كانت منطقة الجليل الداخلي قد تزايدت فيها زراعة الزيتون وإنتاج زيت الزيتون. خلال فترة الاحتلال البريطاني، زاد إنتاج الخضروات الفلسطينية أكثر من عشرة أضعاف، وتضاعف إنتاج الزيتون، وزادت المساحة المزروعة بالحمضيات أكثر من سبعة أضعاف. وشكلت الحمضيات قرابة 40% من قيمة الصادرات الزراعية للعرب الفلسطينيين. على الرغم من الزيادة السريعة في زراعة الحمضيات الفلسطينية، بحلول عام 1945م، ارتفعت المساحة المزروعة بالحمضيات من المهاجرين اليهود لتتجاوز المساحة الفلسطينية قليلاً. وظل إنتاج الخضروات الفلسطيني يفوق إنتاج المهاجرين اليهود بثلاثة أضعاف تقريبًا. وكان المزارعون الفلسطينيون يهيمنون على إنتاج القمح والشعير والزيتون.

### مزارع المهاجرين اليهود
خلال فترة الاحتلال البريطاني، زاد عدد المهاجرين اليهود إلى فلسطين بسرعة كبيرة، ففي عام 1918م، كان عدد سكان فلسطين قرابة 690 ألف منهم 60 ألف يهودي. وبحلول عام 1947م، كان عدد السكان مليون و954 ألف منهم 630 ألف يهودي. كانت الزيادة في عدد اليهود في الغالب بسبب الهجرة، وازدادت معها المزارع اليهودية، حيث زادت نسبة الأراضي المزروعة التي يملكها "القطاع الأوروبي" (معظمهم من اليهود) من 6.4% في عام 1914م إلى 160,480 ها (396,600 أكر) 24.5% عام 1941م.
ساعدت الزراعة والاستيلاء على الأراضي الزراعية الهدف الصهيوني المتمثل في إنشاء دولة يهودية، وساعدت سلطات الاحتلال البريطاني في ذلك. حيث اشترى الأوروبيون (معظمهم من اليهود) في الغالب الأراضي من كبار ملاك الأراضي في السهول القريبة من ساحل البحر الأبيض المتوسط الخصب وليس من فلاحي المشاع في التلال والجبال في الداخل. استخدمت المستوطنات اليهودية الأولى العمالة الفلسطينية، ولكن سرعان ما أصبح المعيار هو توظيف اليهود فقط في الأراضي المملوكة لليهود، على الرغم من أن التكلفة كانت أعلى مما كانت عليه عند استخدام العمالة الفلسطينية. يدعي اليهود أن الأموال التي أنفقوها على الأرض حفزت أصحاب الأراضي السابقين على الاستثمار في تحديث الزراعة الفلسطينية، بينما يُشكك تشارلز س. كامين في هذا الرأي لأن العديد من أصحاب الأراضي كانوا من سكان المناطق الحضرية، على الرغم من أن بعض الأموال ربما جرى استثمارها في مزارع الحمضيات الفلسطينية. وأدى شراء الأراضي إلى نزوح العديد من المزارعين الفلسطينيين، حيث يُقدِّر كامين أن عدد النازحين بلغ ما بين 10 آلاف و30 ألف فلسطيني.

### المحاصيل (1943)

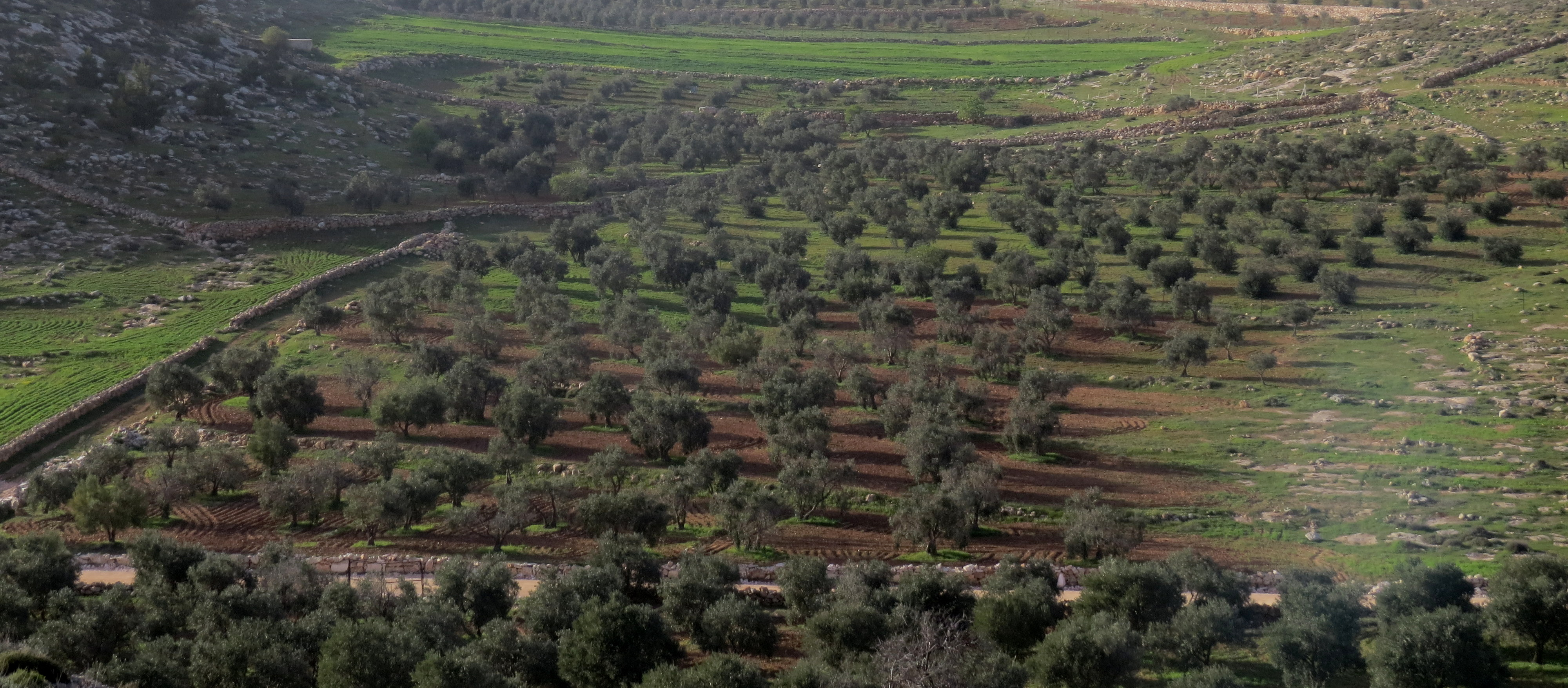
بستان زيتون في فلسطين (2015)

في عام 1943م، كان 91.7% من الأراضي الزراعية تعتمد على مياه الأمطار بينما 8.3% فقط كانت تعتمد على نظم الري. كانت معظم المزارع اليهودية مزروعة بالمحاصيل التجارية والتصديرية، بينما استمر معظم الفلسطينيين في ممارسة الزراعة التقليدية، وهي زراعة القمح والشعير والزيتون. وكانت إجمالي المساحة المخصصة للمحاصيل على النحو التالي: 
| المحصول              | هكتار مزروع (فدان)         | النسبة المئوية من إجمالي المساحة |
| -------------------- | -------------------------- | -------------------------------- |
| قمح                  | 133,400 ها (330,000 أكر)   | 30.6%                            |
| شعير                 | 118,200 ها (292,000 أكر)   | 27.1%                            |
| البساتين وكروم العنب | 83,100 ها (205,000 أكر)    | 19.1%                            |
| خضروات               | 30,600 ها (76,000 أكر)     | 7.0%                             |
| الحمضيات             | 26,700 ها (66,000 أكر)     | 6.1%                             |
| أخرى                 | 43,700 ها (108,000 أكر)    | 10.0%                            |
| المجموع              | 435,700 ها (1,077,000 أكر) | 100.0%                           |

## التقسيم والحرب

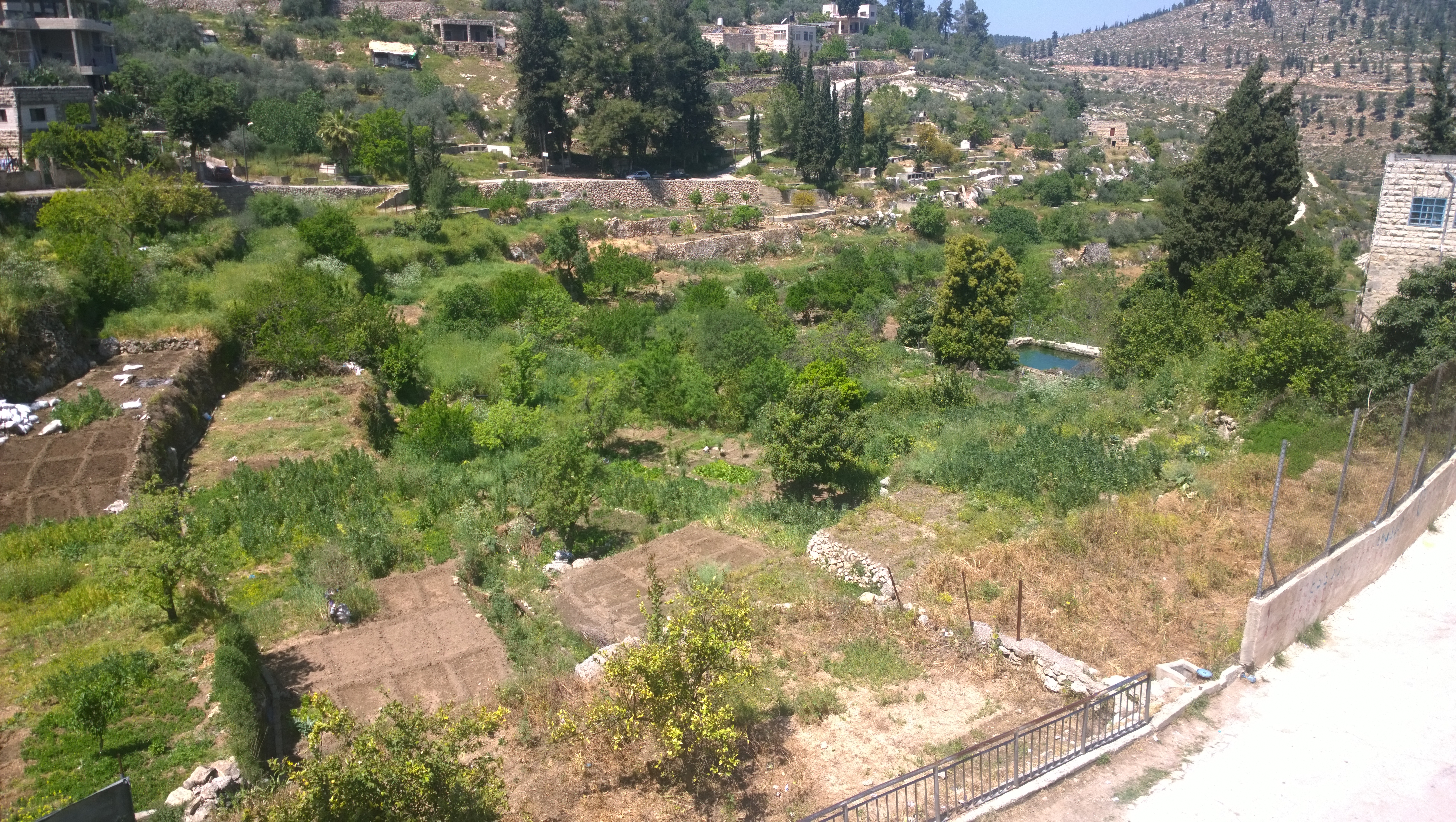
أراضي الحدائق والبساتين في دولة فلسطين عام 2016.

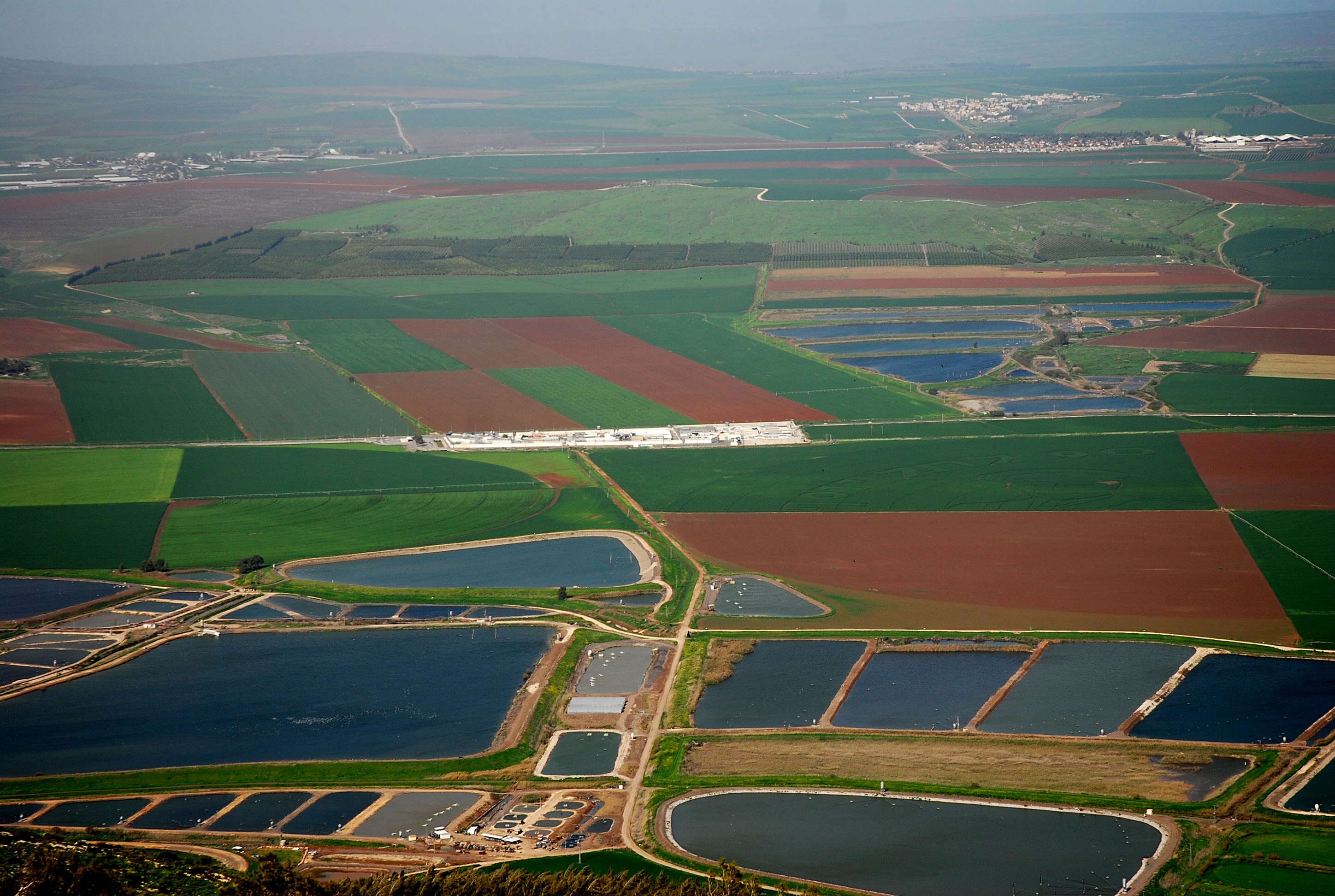
الحقول في مرج ابن عامر في عام 2010.

أدت الحرب التي تلت الحرب العالمية الثانية في فلسطين والحرب العربية الإسرائيلية عام 1948م وما تلاها من نكبة إلى تقسيم فلسطين ليُنتزع منها كيان إسرائيلي يسكنه اليهود مع الفلسطينيين الذين لم يُغادروا أرضهم (يُسمون الآن عرب 48 أو عرب الداخل)، وباقي الأراضي الفلسطينية التي يسكنها العرب الفلسطينيون. وأسفرت الحروب عن إجبار 700 ألف فلسطيني (85% من السكان الفلسطينيين الذين يعيشون داخل الجزء المُخصص لإسرائيل وفق قرار التقسيم )، معظمهم من المزارعين، على ترك أراضيهم ولم يتمكن سوى عدد قليل منهم من العودة. على سبيل المثال، قبل الحرب، كان حوالي نصف بساتين الحمضيات ذات الأهمية التجارية بالقرب من ساحل البحر الأبيض المتوسط مملوكة للفلسطينيين، وكان بين مزارعي الحمضيات الفلسطينيين واليهود تعاون، حيث شكلوا مجلسًا لزراعي الحمضيات. وفي عام 1950، بعد طُرد المُلاك الفلسطينيين من أراضيهم، طلب العديد من مزارعي الحمضيات اليهود البارزين من الحكومة الإسرائيلية السماح لأربعة فلسطينيين كانوا أعضاء في مجلس الحمضيات بالعودة واستعادة ممتلكاتهم، لكن الحكومة الإسرائيلية رفضت الطلب وبقيت بساتين الحمضيات الفلسطينية في أيدي الإسرائيليين.
في عام 1996م قُدِّرت قيمة الأراضي الزراعية التي هُجِّر منها الفلسطينيون واغتصبها الإسرائيليون بما يتراوح بين 2.2 و2.6 مليار دولار، أو ما يعادل قرابة 5 مليار دولار في عام 2023. تزعم سلطات الاحتلال الإسرائيلي أن 80% من المساحة البالغة 2,185,000 دونم (221,000 ها (550,000 أكر) جرى زراعتها بعد حرب عام 1948، وهي أرض زراعية كان يملكها الفلسطينيون وكانوا يزرعونها قبل تهجيرهم من الأرض أثناء الحرب.
أدى هذا التهجير والتعطيل إلى اختفاء شبه كامل للزراعة الفلسطينية في الجزء المخصص لإسرائيل، واستيلاء مزارعين يهود على أراضي الفلسطينيين، ليس فقط في الجزء المخصص لإسرائيل، ففي الأراضي المخصصة للفلسطينيين (والتي يُطلق عليها منذ عام 1988 دولة فلسطين)، احتل المستوطنون الإسرائيليون الكثير من الأراضي الزراعية. وفي الوقت نفسه، كانت السياسات الإسرائيلية التي تحد من وصول الفلسطينيين إلى الأراضي والمياه والأسواق والتكنولوجيا ضارة بالمزارعين العرب الفلسطينيين وبينما تُعطي التسهيلات للمستوطنين الإسرائيليين في فلسطين، وهو الوضع الذي استمر حتى القرن الحادي والعشرين.